# Néophytos Edelby
Néophytos Edelby BA (* 10. November 1920 Aleppo, Syrien; † 10. Juni 1995) war Erzbischof von Aleppo der Melkitischen Griechisch-Katholischen Kirche.

## Leben
Elias (Taufname) war das älteste von sechs Kindern des Abdallah Edelby und der Armenierin Lucie Battouk. Nach erster Schulausbildung bei den Franziskanern in Aleppo wechselte er im Alter von zwölf Jahren zu den Aleppinischen Basilianern, bei denen er 1936 die Mönchsgelübde ablegte und den Ordensnamen Néophytos erhielt. Danach studierte am Seminar St. Anne der Weißen Väter in Jerusalem. Am 20. Juli 1944 wurde er zum Ordenspriester der Aleppinischen Basilianer (Ordenskürzel: BA) geweiht. 1946 ging er zu weiteren Studien an die Lateran-Universität nach Rom, wo er 1950 zum Doctor iuris utriusque promoviert wurde. In der Folgezeit wirkte er 1950–1953 als Professor an St. Anne, 1953–1959 für die Aleppinischen Basilianer im Libanon und ab 1959 als persönlicher Mitarbeiter des Patriarchen Maximos IV. Sayegh.

### Weihbischof im Patriarchat Antiochien
Néophytos Edelby erhielt am 5. Dezember 1961 die Ernennung zum Auxiliarbischof im Melkitischen Patriarchat von Antiochien, die am 24. Dezember 1961 mit der gleichzeitigen Ernennung zum Titularerzbischof von Edessa in Osrhoëne dei Greco-Melkiti bestätigt wurde. Der Patriarch von Antiochien Erzbischof Maximos IV. Sayegh spendete ihm am 25. Februar 1962 die Bischofsweihe. Edelby nahm von 1962 bis 1965 an allen vier Sitzungsperioden des Zweiten Vatikanischen Konzils teil.

### Erzbischof von Aleppo
Am 6. März 1968 wurde Neophytos Edelby zum Erzbischof von Aleppo ernannt und diente in diesem Amt bis zu seinem Tod am 10. Juni 1995. Während seiner Amtszeit assistierte er als Mitkonsekrator bei:
- Erzbischof Nicolas Hajj SDS zum Titularerzbischof von Damiata dei Greco-Melkiti (Weihbischof von Antiochien)
- Erzbischof Boutros Raï BA, zum Titularerzbischof von Edessa in Osrhoëne dei Greco-Melkiti (Weihbischof von Antiochien)
- Bischof Guerino Dominique Picchi OFM zum Titularbischof von Sebaste in Palaestina (Apostolischer Vikar von Aleppo)
- Erzbischof Michel Yatim zum Erzbischof von Latakia in Syrien
- Bischof Armando Bortolaso SDB zum Titularbischof von Raphanea (Apostolischer Vikar von Aleppo)
- Erzbischof Idsidore Battikha BA zum Titularbischof von Pelusium dei Greco-Melkiti (Weihbischof in Damaskus)
- Bischof Antoine Audo SJ zum Bischof von Aleppo der Chaldäisch-Katholischen Kirche

Papst Johannes Paul II. berief Erzbischof Edelby 1986 in die Katechismus-Kommission. Dieser Kommission gehörten zwölf Kardinäle und Bischöfe an; den Vorsitz hatte der damalige Kardinal Joseph Ratzinger. Edelby wurde später durch Bischof Gay-Paul Noujeim ersetzt.

## Hauptwerke
- Essai sur l’autonomie législative et jurisdectionelle des chrétiens d’Orient sous la domination musulmane de 663 à 1517. Diss. jur. utr. Rom 1950 (masch.), Teilveröffentlichung in: Archives d’histoire du droit orientale, 1950/51, 307–351.
- Liturgicon. Missel byzantin à l’usage des fidèles. Ed. du Renouveau, Beyrouth 1960 (Nachdruck 1991), auch ins Deutsche übersetzt: Neophytos Edelby: Liturgikon. Messbuch der Byzantinischen Kirche. Aurel Bongers, Recklinghausen 1967.
- Souvenirs du Concile Vatican II (11 octobre 1962–8. décembre 1965). Centre Grec Melkite Catholique de Recherche, Beyrouth 2003.